# 法蓮寺 (富士市)
法蓮寺（ほうれんじ）は、静岡県富士市南松野にある日蓮宗の寺院で山号は円応山である。旧本山は身延山久遠寺、脱師法縁。

## 歴史
蓮華阿閣梨日持（立正大師日蓮の弟子で六老僧の一人。）の生誕地蔵人屋敷が起源。天文10年（1541年）身延山の松野房日清が荒廃していた跡地に蓮華堂を建立した。天文14年（1545年）円応院日松（4世）の代に規模を拡張し寺号を公称した。

## 境内
- 父　法蓮尊儀（日持の父）墓　弘安3年（1280年）庚辰6月2日没
- 母　妙蓮尊尼（日持の母）墓　弘安10年（1287年）丁亥3月1日没

### 蔵人屋敷
法連寺境内にある日持の生誕地。初代の松野六郎左衛門行安は建保年間（1213年－1219年）に左衛門尉となり京都で六位蔵人職に任ぜられたという。北条時政に仕え鎌倉出身であった。貞応年間（1222年－1224年）頃から地頭職となりこの付近（松野、小車の里）に居住した。その孫の三代六郎左衛門行成が日持の実兄に当たる。

## 人物
- 蓮華阿閣梨日持（開山）
- 松野房日清（開基）
- 円応院日松（4世）

## 関連資料
- 静岡県編『静岡県史跡名勝誌』羽衣出版（1992年）